# Foulque cornue
Fulica cornuta
Espèce
Statut de conservation UICN

 NT  : Quasi menacé
Répartition géographique
La Foulque cornue (Fulica cornuta) est une espèce d'oiseaux de la famille des Rallidae.
Cet oiseau peuple le sud de la puna.